# Saint-Aubert (Quebec)
Saint-Aubert es un municipio canadiense situado en la provincia de Quebec.

## Superficie
Saint-Aubert tiene una superficie de 98,45 km².

## Demografía
En 2021, tenía 1441 habitantes, una densidad poblacional de 14,6 hab./km², y 806 viviendas.